# 최덕종
최덕종(崔德鍾, 1917년 5월 20일 ~ 1967년 5월 29일)은 대한민국의 독립운동가이다. 본관은 해주(海州). 호(號)는 산남(山南).

## 생애

### 주요 경력
경상북도 경산향교 상급 유생으로 있던 그는 1944년 7월 15일을 기하여 사촌 아우 최기정(崔基貞) 외 28명의 동지들과 함께 일본의 징용·징병제도를 결사 반대하기로 맹약을 하고 대왕산(大旺山)에 입산 집결하여 독립운동 집회 모의를 하였고 죽창과 투석전으로 일경에게 항거하며 활발히 항일 활동을 전개하였으며 같은 해 1944년 8월 10일 식량조달차 하산하였다가 일경에게 피체되었다. 형사재판에 회부된 그는 1944년 10월 4일 소위 보안법 및 치안유지법 위반으로 3년형 선고를 받고 대구형무소에 수감되어 있다가 1945년 8월 15일 광복을 맞이하여 출소하였다.
이후 1947년에서 1960년까지 한국독립당 행정자치위원을 지냈으며 1964년 원호처 특임촉탁위원을 잠시 지냈다.

## 사후
그의 사후 대한민국 정부에서는 고인의 공훈을 기리고자 1986년 대한민국 대통령 표창장을, 1990년 대한민국 건국훈장 애족장을 각각 추서하였다.